# Stefan Kroll
Stefan Kroll (* 27. Juni 1965 in Buxtehude) ist ein deutscher Historiker. Er ist Professor für Neuere Geschichte an der Universität Rostock.

## Leben
Kroll studierte nach dem Abitur in Buxtehude von 1986 bis 1992 Geschichte, Politikwissenschaft und Öffentliches Recht an der Universität Hamburg (M.A. 1992). 1995 wurde er am Historischen Seminar bei Kersten Krüger mit der Dissertation Die Sozialstruktur der Städte Stade und Stralsund in der Endphase der schwedischen Großmachtzeit (1700–1715) zum Dr. phil. promoviert.
Von 1995 bis 2001 war er wissenschaftlicher Assistent am Historischen Institut der Universität Rostock. Im Anschluss war er Stipendiat der Deutschen Forschungsgemeinschaft (DFG). Von 2002 bis 2004 übernahm er eine Projektkoordination an der Ernst-Moritz-Arndt-Universität Greifswald. 2004 habilitierte er sich in Rostock mit der Arbeit Kursächsische Soldaten im 18. Jahrhundert zwischen Friedensalltag und Kriegserfahrung. Lebenswelt und Kultur von Unteroffizieren und „Gemeinen“ 1728 bis 1796, wofür er 2006 mit dem Werner-Hahlweg-Preis für Militärgeschichte und Wehrwissenschaften (2. Preis) ausgezeichnet wurde. Er erhielt die Venia legendi für Neuere Geschichte und wurde Privatdozent. Von 2004 bis 2011 war er Leiter des „Arbeitsbereichs Multimedia und Datenverarbeitung in den Geisteswissenschaften“ an der Philosophischen Fakultät. Gleichzeitig vertrat er für einige Semester die Professur für Neuere Geschichte.
2009 wurde er zum außerplanmäßigen Professor ernannt. Seit 2012 ist er Arbeitsbereichsleiter für „Historische Geographie und Demographie“ und Geschäftsführer des Zentrums für Multimedia und Datentechnik am Institut für Medienforschung.
Kroll ist u. a. Mitglied der Historischen Kommission für Pommern, des Arbeitskreises Militär und Gesellschaft in der Frühen Neuzeit, der Gesellschaft für Schleswig-Holsteinische Geschichte, des Historischen Vereins für Niedersachsen und des Hansischen Geschichtsvereins. Er ist Herausgeber zahlreicher Sammelbände und verfasste auch Artikel für das Nachschlagewerk Enzyklopädie der Neuzeit.

## Schriften (Auswahl)

### Monografien
- Stadtgesellschaft und Krieg. Sozialstruktur, Bevölkerung und Wirtschaft in Stralsund und Stade 1700 bis 1715 (= Göttinger Beiträge zur Wirtschafts- und Sozialgeschichte, Band 18). Schwartz, Göttingen 1997, ISBN 3-509-01708-0.
- Soldaten im 18. Jahrhundert zwischen Friedensalltag und Kriegserfahrung. Lebenswelten und Kultur in der kursächsischen Armee 1728–1796 (= Krieg in der Geschichte, Band 26). Schöningh, Paderborn u. a. 2006, ISBN 978-3-506-72922-4.

### Herausgeberschaften
Kroll ist Mitherausgeber folgender Schriftenreihen: Rostocker Studien zur Regionalgeschichte, Kleine Stadtgeschichte, Rostocker E-Books zur Regionalgeschichte und Rostocker Schriften zur Regionalgeschichte. Weitere Hrsg.:
- mit Werner Buchholz: Quantität und Struktur. Festschrift für Kersten Krüger zum 60. Geburtstag. Schriftentausch der Universität Rostock, Rostock 1999, ISBN 3-86009-163-8.
- mit Kersten Krüger: Militär und ländliche Gesellschaft in der frühen Neuzeit (= Herrschaft und soziale Systeme in der frühen Neuzeit, Band 1). Lit, Münster u. a. 2000, ISBN 3-8258-4758-6.
- mit Kersten Krüger, Gyula Pápay: Stadtgeschichte und historische Informationssysteme. Der Ostseeraum im 17. und 18. Jahrhundert. Beiträge des wissenschaftlichen Kolloquiums in Rostock vom 21. und 22. März 2002. Lit, Münster 2003, ISBN 3-8258-7103-7.
- mit Frank Braun: Städtesystem und Urbanisierung im Ostseeraum in der frühen Neuzeit. Band: Wirtschaft, Baukultur und historische Informationssysteme. Beiträge des wissenschaftlichen Kolloquiums in Wismar vom 4. und 5. September 2003 (= Geschichte, Forschung und Wissenschaft, Band 5). Lit, Berlin u. a. 2004, ISBN 3-8258-7396-X.
- Städtesystem und Urbanisierung im Ostseeraum in der frühen Neuzeit. Band: Urbane Lebensräume und historische Informationssysteme. Beiträge des wissenschaftlichen Kolloquiums in Rostock vom 15. und 16. November 2004 (= Geschichte, Forschung und Wissenschaft, Band 12). Lit, Berlin u. a. 2006, ISBN 3-8258-8778-2.
- mit Michael Busch, Jens Olesen, Martin Schoebel, Reinhard Zölitz: Die schwedische Landesaufnahme von Pommern 1692–1709 – Perspektiven eines Editionsprojekts. Beiträge des Workshops am 9. und 10. Oktober 2009 im Pommerschen Landesmuseum Greifswald (= Die schwedische Landesaufnahme von Vorpommern 1692–1709, Sonderband 2). Ludwig, Kiel 2011, ISBN 978-3-86935-050-9.
- mit Frank Braun: Stadt und Meer im Ostseeraum im 17. und 18. Jahrhundert. Seehandel, Sozialstruktur und Hausbau. dargestellt in historischen Informationssystemen. Beiträge des wissenschaftlichen Kolloquiums in Stralsund vom 8. und 9. September 2005 (= Geschichte, Forschung und Wissenschaft, Band 17). Lit, Berlin u. a. 2013, ISBN 978-3-8258-9223-4.
- mit Michael Busch, Rembrandt D. Scholz: Geschichte – Kartographie – Demographie. Historisch-geographische Informationssysteme im methodischen Vergleich (= Geschichte, Forschung und Wissenschaft, Band 45). Lit, Berlin u. a. 2013, ISBN 978-3-643-12347-3.